# Parvovirus
Parvovirus byl dříve jeden ze tří rodů čeledi Parvoviridae. V současném pojetí se jedná o společné označení virů, náležících do podčeledi Parvovirinae:
- Amdoparvovirus
- Artiparvovirus
- Aveparvovirus
- Bocaparvovirus
- Copiparvovirus
- Dependoparvovirus
- Erythroparvovirus
- Loriparvovirus
- Protoparvovirus
- Tetraparvovirus.

Parvoviry jsou společně s hamaparvoviry zodpovědné za parvovirové infekce ptáků.